# Освящение

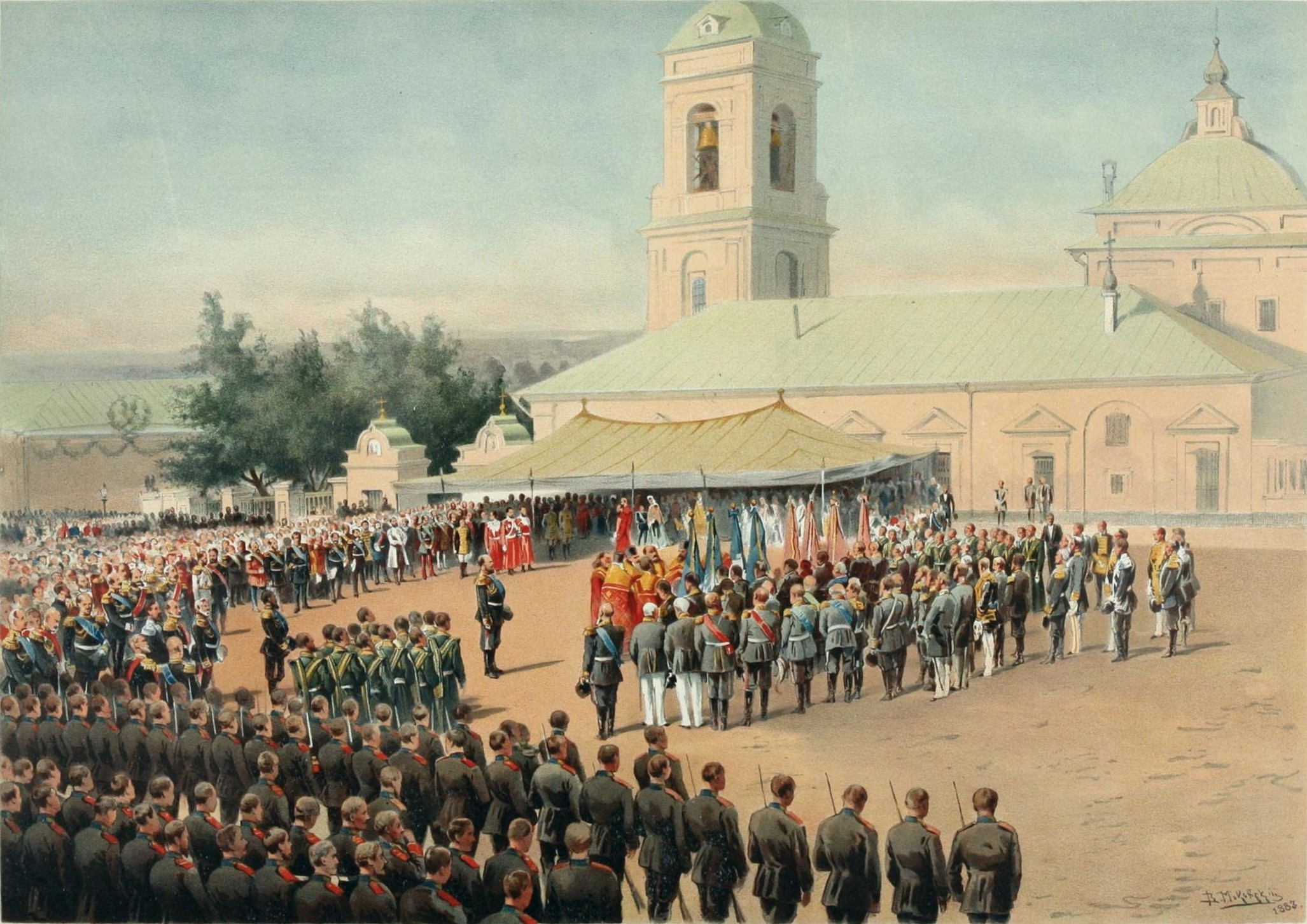
Преображенское. Освящение знамён Преображенского и Семёновского полков в присутствии императора Александра III, рисунок 1883 года.

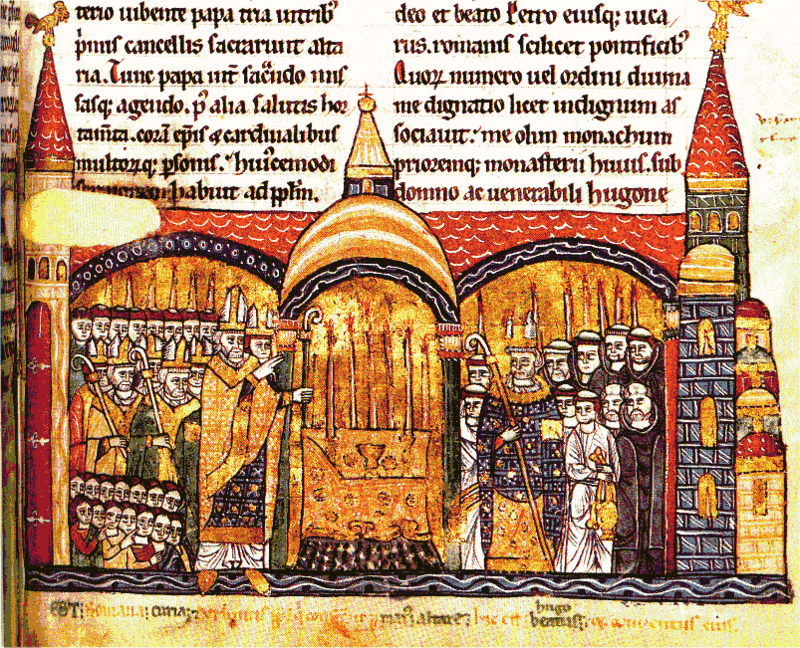
Папа Урбан II освящает главный алтарь храма в аббатстве Клюни, 25 октября 1095 года. Миниатюра от 1190 года, БНФ, Париж.

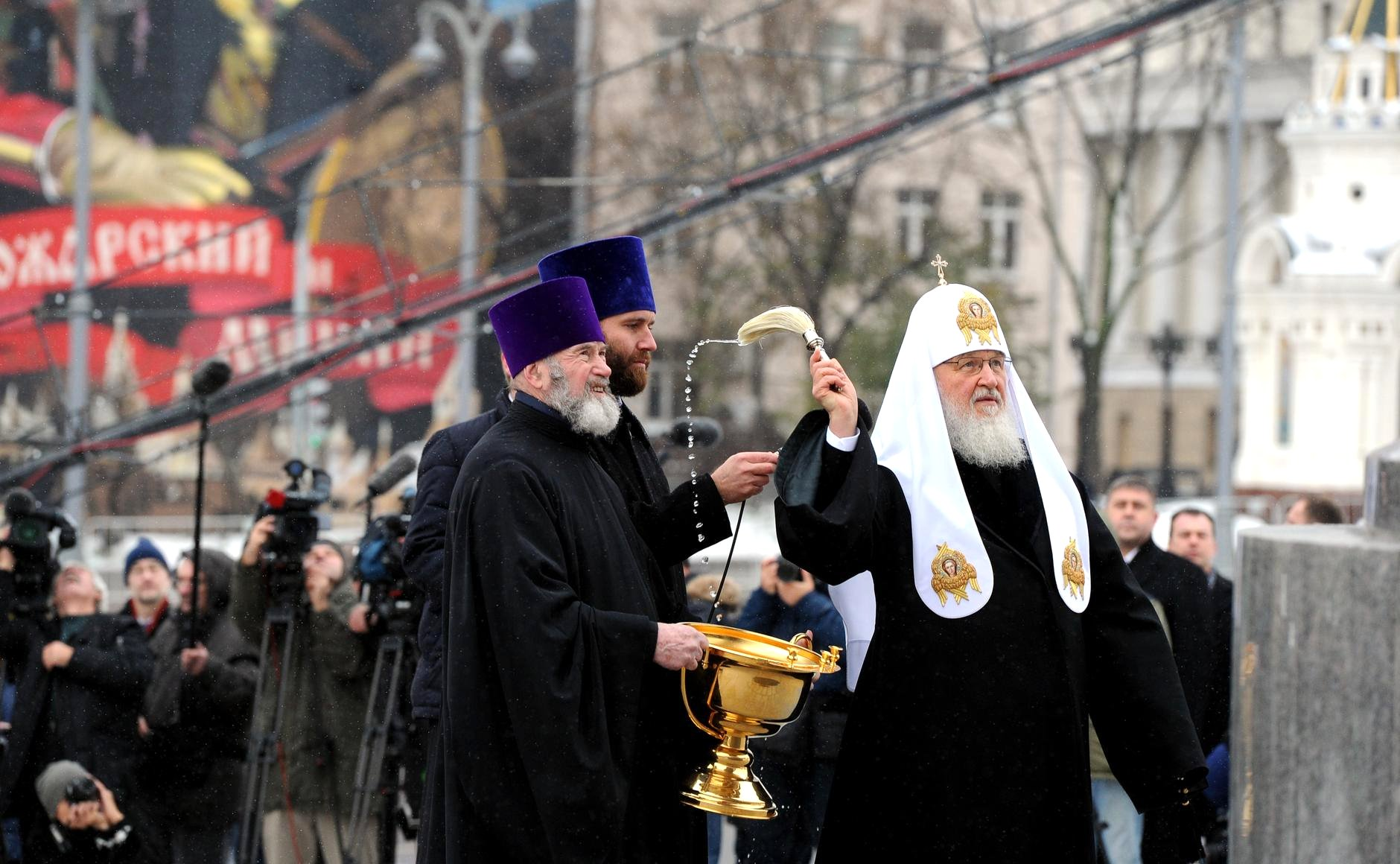
Патриарх Кирилл освящает Памятник Владимиру Великому в Москве.

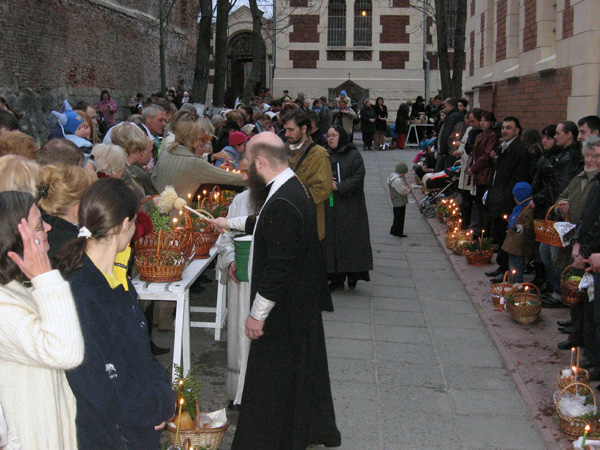
Освящение куличей во Львове (Западная Украина).

Освяще́ние, освя́т — действие по значению освяща́ть, обряд, религиозная процедура сакрализации материальных предметов. 

## История

### Древний Рим
В Древнем Риме торжественное освящение и открытие общественного здания (храма) — Дедика́ция (Dedicatio), особенно храма (dedicare aedem deo, но также dedicare deum, и прочее. Hor. od. 1, 31, 1). Освящение в Древнем Риме производилось одним из консулов, или лицом, построившим храм по обету, или же двумя нарочно избранными для того представителями римского народа. Римский консул (лицо, построившее храм по обету) или два представителя народа (duumviri dedicando templo) вместе с жрецом, приложив руки к косякам дверей, повторяли вслед за первосвященником поизносившуюся им письменно составленную формулу освящения здания (храма). В заключение обряда освящения народ поселения приветствовал вновь открытое здание (храм) громкими возгласами и поздравлениями.  

### В христианстве
В исторических церквях считается что обряд освящения восходит к ветхозаветным временам:
- Освящение скинии происходило через помазание миром и принесение предписанных жертв.
- Освящение жертвенника всесожжения длилось семь дней; подобным образом освящал храм Соломон, так же происходило и освящение второго храма.
- Из Второзакония известно об освящении вновь построенных домов, а Неемия освятил восстановленные стены и ворота Иерусалима.

В Православии освящаются здания, нательные кресты, одежды, вода, святые дары, знамёна, пища и так далее. Также начали освящать автозаки и прочий служебный транспорт силовых ведомств 
Главный момент в главном богослужении христианской церкви, литургии является Освящение Святых Даров.

### В славянской традиции
В народном христианстве освящение, наряду с крестным знамением — универсальный способ сакрализации объектов и пространства, наделения их очистительными, охранительными, лечебными свойствами. Освящение широко применяется в народной культуре, приспособившей ритуал церковного освящения к своим хозяйственным и бытовым нуждам. В отличие от церковного освящения в народной практике могло совершаться не только священником, но и знахарем, хозяином дома, пастухом и другими лицами. Освящение осуществляется способом окропления святой водой (особенно крещенской или сретенской у восточных славян). Способность освящать пространство часто приписывалась огню (особенно живому). В народной традиции освящение могло совершаться и другими способами, не предусмотренными церковным каноном: внесением в церковь и помещением там на определённое время предметов, подлежащих освящению; внесением в освящаемое пространство сакральных предметов (например, внесение иконы в новый дом, вывешивание в доме пасхальной скатерти, закапывание в поле остатков пасхальной пищи).